# Andreas Witte

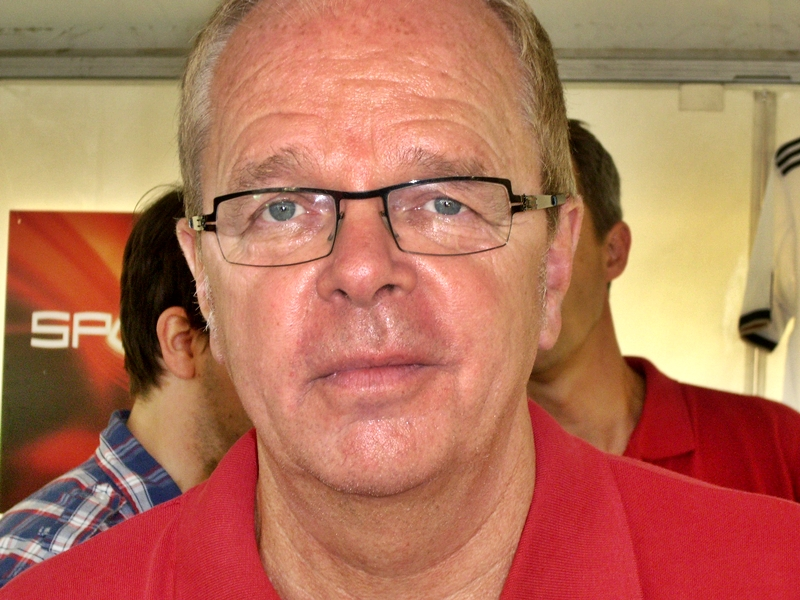
Andreas Witte beim RBB-Fest 2013

Andreas Witte (* 1. März 1955) ist ein ehemaliger deutscher Sport-, Fernseh- und Hörfunkreporter und Moderator.

## Leben und Karriere
Witte wuchs im niedersächsischen Oldenburg auf und spielte dort Basketball in der Jugendabteilung des Oldenburger TB. Nach dem Abitur 1974 absolvierte Witte ein zweijähriges Volontariat bei der Nordwest-Zeitung in Oldenburg. Anschließend studierte Witte von 1976 bis zum Magister-Abschluss 1983 Theater-, Film- und Fernsehwissenschaft, Germanistik und Geschichte in Köln. Als Stipendiat der Rotary Foundation absolvierte er 1981 ein Studienjahr in New York. Seit 1984 arbeitete Witte als Sportreporter und Moderator für den damaligen SFB und jetzigen RBB. Er gehörte zum Stamm der Fußballreporter in der sonnabendlichen Bundesliga-Sportschau der ARD und berichtete bis 2014 regelmäßig über Kämpfe bei „Boxen im Ersten“. Bei den Olympischen Spielen in Seoul und Barcelona moderierte Witte die ARD-Hörfunk-Olympiawelle. Bei den Spielen in Atlanta 1996, Sydney 2000, Athen 2004, Peking 2008, London 2012 und Rio de Janeiro 2016 wurde Witte wie zuvor auch bei Welt- und Europameisterschaften als ARD-Basketballreporter nominiert. Von 2005 bis 2011 kommentierte Witte zusammen mit Dirk Froberg die Endspiele der amerikanischen National Football League, die Super Bowl.
Er ist verheiratet und lebt in Berlin.

## Auszeichnungen
Für seinen ARD-Film „Türkiyem - Fußballheimat in der Fremde“ erhielt Witte 1988 den CIVIS-Preis. Für seine Box- und Basketballreportagen wurde Witte zweimal in der Kategorie Spezial für den Grimme-Preis nominiert. 2016 wurde er mit dem Manfred-Ströher-Preis des Deutschen Basketball Bundes ausgezeichnet.